# Als in een droom
Als in een droom is het 46ste album in de stripreeks over Robbedoes en Kwabbernoot, getekend door Janry met scenario van Tome. Het werd voor het eerst uitgegeven in 1998 en is het laatste Robbedoes-album van dit duo. Het verhaal werd eerder dat jaar al voorgepubliceerd in weekblad Spirou, in de nummers 3132 tot en met 3150.
Dit album is bijzonder vanwege de afwijkende tekenstijl. Het verhaal is een thriller met een hogere graad van realisme dan de reguliere albums. De sfeer wordt nog eens benadrukt doordat de paginaranden en de ruimte tussen de plaatjes volledig zwart zijn, in plaats van wit. Alleen op de laatste bladzijde wordt dit patroon doorbroken.

## Het verhaal
Robbedoes en Kwabbernoot kijken naar een film waarin een man door zijn beste vriend verraden wordt. Als hij even later een onderzoek doet voor IJzerlijm blijkt deze nachtmerrie werkelijkheid geworden en wordt Robbedoes opgejaagd door vriend en vijand. Via flashbacks komt hij meer te weten over het hoe en waarom van deze heksenjacht en keert hij terug naar het laboratorium waar hij het onderzoek begon. Daar blijkt dat hij een kloon is van de echte Robbedoes. Beiden weten te ontsnappen van het laboratorium, dat vernietigd wordt. De eigenaars worden opgepakt en de gekloonde Robbedoes vertrekt op een schip met IJzerlijm.